# Федеральний фінансовий суд Німеччини
Федеральний фінансовий суд Німеччини – державний орган ФРН, вищий судовий орган що розглядає справи, пов'язані з податками та зборами, а також митні спори. ФФС є переважно касаційною інстанцією, що перевіряє правильність рішень, виданих нижчими фінансовими судами.
Суд був створений у 1950 році відповідно до абз. 1 ст. 95 Основного закону ФРН. До 1970 року суд підпорядковувався німецькому міністерству фінансів, що ставило під сумнів його об'єктивність. В даний час суд підпорядкований міністерству юстиції в адміністративно-технічній плані; при здійсненні повноважень він повністю незалежний.